# خون شد
خون شد فیلمی ایرانی به کارگردانی و نویسندگی مسعود کیمیایی و تهیه‌کنندگی جواد نوروزبیگی محصول سال ۱۳۹۸ است.
این فیلم قرار بود در سی و هشتمین دوره جشنواره فیلم فجر (۱۳۹۸) به نمایش درآید.

## داستان
بخشی از داستان فیلم دربارهٔ زن دوم و مادری (با نام خانم‌جانی با بازی نسرین مقانلو) است که عهده‌دار مراقبت از فرزندان شوهر و دختر خودش است. خانم‌جانی که اقتدار و زنانگی خاصی دارد، برای خانواده‌اش ایثار می‌کند. او فاصلهٔ سنی زیادی با شوهرش دارد و به‌شدت دل‌نگران خانه و همسر و فرزندانش است …
مسعود کیمیایی کارگردان «خون شد» دربارهٔ داستان این فیلم می‌گوید: 
داستان خون شد به مثابهٔ خانه‌ای قدیمی است که همهٔ چراغ‌هایش خاموش بوده و هیچ‌کس نیز در اتاق‌هایش ساکن نیست. در این میان یکی از ساکنین این خانه می‌آید و همه چراغ‌ها را روشن می‌کند.

## بازیگران
| بازیگر        | نقش          |
| ------------- | ------------ |
| سعید آقاخانی  | فضلی         |
| سیامک صفری    | مرتضی        |
| نسرین مقانلو  | خانم‌جان      |
| لیلا زارع     | فاطمه        |
| اکبر معززی    | آقاخان       |
| هومن برق‌نورد  | الهیار       |
| مریم عباس‌زاده | شراره        |
| سیامک انصاری  | دکتر         |
| شاپور کلهر    | جعفر گلاب    |
| مرجان علوی    | زن جعفر گلاب |
| ماهور احمدی   | زن بقال      |
| پوریا قاسمی   | صمدپور       |

## نظرات
فکر می‌کنم که «خون شد» می‌تواند از جمله بهترین آثار آقای کیمیایی باشد.— علیرضا زرین‌دست، 
بازی در این فیلم به من انرژی دوباره‌ای برای کارکردن داد.— نسرین مقانلو، 
اوایل ساخت فیلم بحثی مطرح شد مبنی بر اینکه «خون شد» شبیه فیلم «قیصر» است. باید این را گفت که «خون شد» هم فیلم قهرمان‌پروری است. اما قهرمان زمان را تصویر می‌کند. طبیعی است که رگه‌هایی از فیلم‌های دیگر آقای کیمیایی را می‌توان در آن دید و شاید به لحاظ موضوعی کمی نزدیک باشد، اما پرداخت کاملاً متفاوتی دارد و می‌توان گفت: یکی از متفاوت‌ترین آثار مسعود کیمیایی است.— جواد نوروزبیگی، 

## جوایز
| مراسم                             | بخش                       | نامزد        | نتیجه    |
| --------------------------------- | ------------------------- | ------------ | -------- |
| سی و هشتمین دوره جشنواره فیلم فجر | بهترین بازیگر نقش مکمل زن | لیلا زارع    | نامزدشده |
| سی و هشتمین دوره جشنواره فیلم فجر | بهترین چهره‌پردازی         | محمدرضا قومی | نامزدشده |